# Ignacio de la Llave
Ignacio de la Llave là một đô thị thuộc bang Veracruz, México. Năm 2005, dân số của đô thị này là 17370 người.